# Remolino (ort)
Remolino är en ort i Colombia.   Den ligger i departementet Magdalena, i den norra delen av landet, 700 km norr om huvudstaden Bogotá. Remolino ligger 8 meter över havet och antalet invånare är 8 308.
Terrängen runt Remolino är mycket platt, och sluttar österut. Runt Remolino är det ganska glesbefolkat, med 29 invånare per kvadratkilometer. Närmaste större samhälle är Malambo, 18,6 km norr om Remolino. Omgivningarna runt Remolino är en mosaik av jordbruksmark och naturlig växtlighet.